# Laubuka
Cá mại (Danh pháp khoa học: Laubuka, trước đây là Chela) là một chi cá chép bản địa được tìm thấy ở vùng Nam Á và Đông Nam Á. Chúng thuộc họ cá chép Cyprinidae và được ghi nhận là có hiện diện ở Việt Nam.

## Đặc điểm
Cá mại thuộc loại cá tạp nhỏ cỡ ngón tay cái, trông tựa như cá luối hay cá lúi, cá lòng tong, cá linh ở Nam bộ, Cá mại tươi nên thịt ngon, tuy thịt ít vì thân cá dẹp, nhưng ăn rất béo và ngon. Ở Việt Nam, cứ đến mùa bão lụt, mưa dầm dề nước sông dâng ngập trắng bãi bờ, từng đàn cá bám (cá ngạnh, cá luối và nhiều nhất là cá mại) theo dòng nước vào những con mương nhỏ, rồi tràn lên từng bậc ruộng. Cá mại lâu nay sống tù túng trong khe, trong suối nơi đầu nguồn, nay có dịp về đồng thỏa sức đi đây đi đó kiếm ăn và tìm nơi sinh sản. 

## Các loài
Hiện hành có 11 loài được ghi nhận trong chi này:
- Laubuka brahmaputraensis Kulabtong, Suksri & Nonpayom, 2012 [1]
- Laubuka caeruleostigmata H. M. Smith, 1931 (Leaping barb)
- Laubuka dadiburjori Menon, 1952 (Dadio)
- Laubuka fasciata (Silas, 1958)
- Laubuka insularis Pethiyagoda, Kottelat, Anjana Silva, Maduwage & Meegaskumbura, 2008
- Laubuka lankensis (Deraniyagala, 1960)
- Laubuka latens Knight, 2015 [2]
- Laubuka laubuca (F. Hamilton, 1822) Cá mại nam
- Laubuka ruhuna Pethiyagoda, Kottelat, Anjana Silva, Maduwage & Meegaskumbura, 2008
- Laubuka trevori Knight, 2015 [2]
- Laubuka varuna Pethiyagoda, Kottelat, Anjana Silva, Maduwage & Meegaskumbura, 2008

## Trong ẩm thực
Cá bắt về, thường là nấu canh, một ít nướng hoặc kho. Cá mại nướng dầm với nước mắm ớt tỏi, cá mại nấu canh khế chua, ngon nhất vẫn là cá mại kho nghệ. Từng con cá mại còn sống, giãy tưng tưng được ngâm trong nước lã, rửa sạch, bóc hết lớp vảy cá. Trước khi đem kho, ướp gia vị vào cá chừng nửa giờ cho cá thấm đều. Để có mẻ cá mại thơm ngon không thể thiếu lá gừng. Kho cá mại cũng như một số cá sông khác phải để lửa thật nhỏ cho cá chín lần thứ nhất, gia vị thấm vào rồi đỗ thêm một lượng nước nhỏ vào kho tiếp đến khi nào nước sền sệt, thịt cá mềm ăn cả xương là được, có mùi thơm nhẹ của lá gừng, cái vị beo ngậy của những con cá nhỏ nhỏ, xương xương.
Không chỉ là một trong những thú vui thư giãn của nhiều người mà bắt cá mùa lụt còn đem lại nguồn lợi thiết thực cho gia đình. Những con cá chép, cá rô, cá ngạnh, cá luối, cá mại là món quà quý của thiên nhiên ban tặng cho người dân ở xứ Quảng, cá được làm ba món: canh chua, kho và nướng. Dù món nào thì cá mại cũng phả hương vị ngọt thơm, đậm đà. Cá còn sống nhảy tưng tưng được nhặt từng con dùng tay ngắt nhẹ và nặn bỏ ruột cá rồi rửa sạch trước khi chế biến. Canh khế cá mại dùng khi nóng, cá vừa chín tới, vị ngọt và thơm tự nhiên, chấm với nước mắm tỏi ớt ăn cùng cơm.
Cá mại kho lá gừng lại là món ăn giữ nguyên được hương vị đơn sơ, tinh túy, ngọt ngào của cá chốn đồng quê sông nước. Đun cho mẻ cá sôi bùng rồi hạ lửa thật nhỏ, khi gia vị thấm đổ thêm một ít nước vào kho tiếp, xốc nhẹ mẻ cá đôi ba lần, khi nước sền sệt, thịt cá mềm ăn cả xương. Cái béo từ thịt mỡ ngấm vào làm miếng cá kho thêm thơm bùi, béo ngậy. Dân dã hơn là món cá mại nướng. Chọn những con cá to mập nhất, sau khi làm sạch vảy, ruột để ráo nước. Cho muối, sả đã giã dập vào nồi đất. Xếp cá lên trên, đậy kín nắp. Quạt bếp than thật hồng, đặt nồi cá lên nướng gần 30 phút là đã nghe mùi thơm tỏa ra.